# Joe Gamble
Pour les articles homonymes, voir Gamble.
Joe Gamble est un footballeur irlandais né le 14 janvier 1982 à Cork. Il a été international à deux reprises en 2007.

## Biographie

### A cork
Né à Cork, Joe Gamble découvre le football dans le club de son quartier, l'Everton AFC Cork avant de rejoindre le grand club de l'agglomération, Cork City FC. Il fait ses débuts professionnels en juillet 2000 en demi-finale de la Supercoupe d'Irlande. Il marque un but pour ses débuts.
Avant la fin de sa première année, il signe un contrat avec le club anglais de Reading Football Club. Après quatre années ponctuées de deux prêts peu concluants dans des divisions inférieures, Gamble retourne à Cork. Il devient rapidement un des éléments de base du milieu de terrain du club et participe au gain du titre de champion d'Irlande en 2005. Ce premier trophée est suivi d'une Coupe d'Irlande en 2007 puis d'une Setanta Sports Cup en 2008.

### A Hartlepool
Alors que le club de Cork se démène contre des difficultés financières et peine à conserver ses meilleurs éléments, Joe Gamble a l'occasion d’effectuer un essai en décembre 2009 avec le club de Hartlepool United qui évolue en League One. Le manager du club Chris Turner, impressionné par ses capacités, lui propose un contrat le 5 janvier 2010. Il rejoint ainsi son coéquipier Denis Behan avec qui il a remporté le championnat d'Irlande en 2005 et qui joue déjà pour le club.
En deux saisons, il dispute 52 matchs et inscrit 3 buts. Mais au terme de son contrat, en mai 2011, le club ne lui repropose pas de nouveau contrat

### A limerick
Joe Gamble signe alors au Limerick FC, en deuxième division irlandaise. Il y fait ses débuts le 16 juillet 2011 lors d'un match contre Athlone Town alors que le championnat en est à sa deuxième moitié. Il dispute alors 13 matchs sous les ordres de Pat Scully et le club termine à la quatrième place, échouant à atteindre les barrages de promotion vers la Premier Division.
Le club de Limerick remporte l'année suivant la First Division et se qualifie ainsi pour la première fois depuis 1994 pour la première division.

### A Bruneï
Alors que Limerick ne renouvelle pas son contrat en 2013, Joe Gamble a l'occasion de signer un contrat de deux semaines avec le club de DPMM Brunei qui dispute le championnat de Singapour,. Après ces deux semaines d'essai, Gamble est conservé dans le club,. Il participe en 2015 à la victoire en championnat ce qui est une première pour le club de Bruneï

## En équipe nationale
En mai 2007, le sélectionneur irlandais Steve Staunton annonce sa sélection pour une série de matchs amicaux aux États-Unis contre deux équipes sud-américaines, l'Équateur puis la Bolivie.
Il reçoit sa première sélection avec l'Irlande le 23 mai 2007 contre l'Équateur.
Sa seconde et dernière sélection à ce jour arrive trois jours plus tard le 26 mai 2007 contre la Bolivie.
Ces deux matchs font de Joe Gamble le premier irlandais jouant le championnat national sélectionné en équipe nationale depuis Glen Crowe en 2002.

## Palmarès

### En club
Cork City
- Champion d'Irlande en 2005
- Vainqueur de la Coupe d'Irlande en 2007
- Vainqueur de la Setanta Sports Cup en 2008

Limerick
- Champion d'Irlande de First Division (D2) en 2012
- Vainqueur de la Munster Senior Cup en 2012

Brunei DPMM FC
- Champion de Singapour en 2015
- Vainqueur de la Coupe de la Ligue de Singapour en 2014

### Distinction personnelle
- Membre de l'équipe de l'année du championnat d'Irlande en 2012